# Нанофиетоз
Нанофиетоз (лат. Nanophyetiasis) — гельминтоз из группы трематодозов, характеризующийся явлениями энтерита.

## Этиология. Эпидемиология
Возбудитель — трематода Nanophyetus schikhobalowi/Nanophyetus salmincola schik-hobalowi (Skrjabin et Podjapolskaja, 1931). Паразит имеет грушевидную форму, длину 0,5—1,5 мм, ширину 0,3—0,8 мм. Яйца светло-коричневые, овальные, с крышечкой на одном и бугорком на другом полюсе. Цикл развития паразитов происходит со сменой трех хозяев. Половозрелые гельминты располагаются в верхних отделах тонкой кишки окончательных (дефинитивных) хозяев (человека, многих видов рыбоядных млекопитающих (кошек, собак, норок, лисиц, енотовидных собак, медведей и др.).
Возбудитель нанофиетоза впервые обнаружен у человека К. И. Скрябиным и В. П. Подъяполъской в 1928 г. в низовьях Амура.
В ряде штатов Тихоокеанского побережья США, в Канаде и на Дальнем Востоке России известны очаги нанофиетоза животных, вызываемого N. sal-mincola salmincola, близким возбудителю у людей.
Гельминтоз распространен в странах Северной Америки, Восточной Азии; в России отдельные очаги встречаются в Хабаровском крае, в низовьях р. Амур, на севере о. Сахалин.
Человек заражается нанофиетозом при употреблении в пищу сырой или полусырой рыбы, содержащей личинки гельминта. Паразиты устойчивы к различным физическим факторам, так при температуре  4° погибают через 14-16 дней, при кипячении через 2 минуты.

## Патогенез
Гельминты оказывают механическое и токсико-аллергическое воздействие на ткани кишечника. У больных наблюдается боль и урчание в животе, поносы, запоры, слюнотечение и тошнота по ночам. У детей возможны нервные расстройства вплоть до развития эпилептоидных припадков.  Прогноз благоприятный.